# Влодарчик, Анна
А́нна Боже́на Влода́рчик (пол. Anna Bożena Włodarczyk; род. 24 марта 1951, Зелёна-Гура) — польская легкоатлетка, специалистка по прыжкам в длину. Выступала за сборную Польши на крупных международных соревнованиях в первой половине 1980-х годов, чемпионка Европы в помещении, обладательница серебряной медали Кубка Европы, бронзовая призёрка Кубка мира, участница летних Олимпийских игр в Москве.

## Биография
Анна Влодарчик родилась 24 марта 1951 года в городе Зелёна-Гура Любушского воеводства. Проходила подготовку в Варшаве в столичном одноимённом легкоатлетическом клубе «Варшава».
В конце 1970-х годов вошла в элиту польской лёгкой атлетики, побеждая во всех национальных первенствах в прыжках в длину.
Первого серьёзного успеха на международном уровне добилась в сезоне 1980 года, когда вошла в основной состав польской национальной сборной и побывала на чемпионате Европы в помещении в Зиндельфингене, откуда привезла награду золотого достоинства, выигранную в прыжках в длину.
Благодаря череде удачных выступлений удостоилась права защищать честь страны на летних Олимпийских играх в Москве — имела здесь хорошие шансы на попадание в число призёров, заняла четвёртое место с результатом 6,95 м, уступив советской спортсменке Татьяне Скачко всего 6 см.
После московской Олимпиады Влодарчик осталась в составе главной легкоатлетической команды Польши и продолжила принимать участие в крупнейших международных соревнованиях. Так, в 1981 году она выиграла серебряную медаль на Кубке Европы в Загребе и взяла бронзу на Кубке мира в Риме.
В 1982 году на чемпионате Европы в Афинах прыгнула на 6,69 метра и расположилась в итоговом протоколе соревнований на пятой строке.
На соревнованиях в Люблине в 1984 году установила свой личный рекорд в прыжках в длину, показав результат 6,96 м. Рассматривалась в числе основных кандидатов на участие в Олимпийских играх в Лос-Анджелесе, однако Польша, как и другие страны социалистического лагеря, бойкотировала эту Олимпиаду по политическим причинам.
Покинув большой спорт, Анна Влодарчик продолжила заниматься спортом на любительском уровне, выступать на соревнованиях мастеров. Завоевала 17 медалей на различных ветеранских стартах по всему миру, в том числе имеет в послужном списке 13 золотых наград. В 1992 году установила мировой рекорд в тройном прыжке в возрастной категории старше 40 лет, в 2001 году стала рекордсменкой мира в тройном прыжке в категории старше 50 лет. Устанавливала мировой рекорд в легкоатлетическом пятиборье. С 1993 года работает тренером по лёгкой атлетике в Чепменском университете в США.